# Heinz Leonhard (Landwirt)
Heinz Leonhard (geboren 9. August 1904 in Pohlitz (Greiz); gestorben 19. November 2000 in Calw) war ein deutscher Diplomlandwirt und SS-Angehöriger. 

## Leben
Heinz Leonhard war ein Sohn des Braumeisters Martin Leonhard und der Helene Leonhard. Er besuchte die Oberrealschule in Greiz und machte danach eine zweijährige Lehre zum Landwirt. Leonhard engagierte sich schon als Jugendlicher in der Politik. Mit 16 Jahren trat er dem Deutschvölkischen Schutz- und Trutzbund bei und im Folgejahr wechselte er in den Jungdeutschen Orden, in dem er bis 1924 Mitglied blieb. Zum 6. Dezember 1926 trat er der NSDAP bei (Mitgliedsnummer 48.508), das brachte ihm später das Goldene Parteiabzeichen ein. Als Student war er Mitglied einer schlagenden Verbindung in der Deutschen Wehrschaft und in Wien der Akademischen Legion der austrofaschistischen Heimwehr. Er wurde 1930 Mitglied der SA und 1931 der SS (# 10925). In der SS erreichte er 1941 den Rang eines SS-Sturmbannführers. Leonhard wurde mit allen wichtigen Insignien der SS ausgezeichnet: Totenkopfring, Ehrendolch, Ehrenwinkel der Alten Kämpfer und mit einem Julleuchter als persönliches Geschenk Heinrich Himmlers.
Leonhard studierte an der Universität Jena und der Universität Wien und absolvierte nach sieben Semestern 1929 die Prüfung zum Diplomlandwirt. Er arbeitete an der Universität in der Pflanzenforschung und wurde 1931 mit der Dissertation Über die Genauigkeit und Zuverlässigkeit der quantitativ-botanischen Untersuchung bei Wiesenversuchen promoviert. Da er aufgrund der Massenarbeitslosigkeit keine Stelle fand, besuchte er das Pädagogische Seminar in Jena und fand eine Teilzeitarbeit an der Heeresfachschule für Landwirtschaft beim 
16. Reiter-Regiment in Erfurt. Nebenher führte er an dortigen Reichswehrsoldaten anthropologische Messungen im Sinne der NS-Rassenlehre durch. 
Nach der Machtübergabe an die Nationalsozialisten 1933 nahm er an einem nationalsozialistischen Führerlehrgang teil, der von Alexander von Wangenheim an der Märkischen Bauernhochschule Gransee durchgeführt wurde. Anfang 1934 fand Leonhard seine erste Festanstellung als Abteilungsleiter für die weltanschauliche Schulung des Landvolks bei der Landesbauernschaft Kurmark, 1936 wechselte er zur Landesbauernschaft Thüringen, wo er nebenher die Bauernschule Neudietendorf leitete. Leonard heiratete 1934, sie hatten vier Kinder. Er wurde 1936 ehrenamtlich in den Führerstab beim Rasse- und Siedlungshauptamt (RuSHA) berufen. Sein Förderer dort war der RuSHA-Leiter SS-Obergruppenführer Otto Hofmann, für den er verschiedene Konzepte der Rassenreinhaltung im nationalsozialistischen Sinn ausarbeitete. 1941 erteilte Himmler ihm und von Wangenheim den Auftrag für ein Konzept zum SS-Projekt „Aufrüstung des Dorfes“. 
1938 wurde er vom Reichsnährstand nach Kiel und noch im selben Jahr als Direktor der Landwirtschaftsschule nach Ravensburg versetzt. Dort erhielt er außerdem die Position des SS-Bauernreferenten und er übernahm weitere Ehrenämter in der SS und in der Hitlerjugend. Die württembergische Landesregierung ernannte ihn 1941 zum Landesökonomierat. 
Bei Kriegsbeginn 1939 war er zunächst „uk“ gestellt, im Kriegsverlauf wurde er 1942 als einfacher Soldat eingezogen und ab 1943 von der Wehrmacht als Kriegsverwaltungsrat auf den Kriegsschauplätzen in Frankreich, in der Sowjetunion und in Italien eingesetzt. 
Leonhard und seine Familie verschwanden nach Kriegsende aus Ravensburg. Er schlug sich zwei Jahre inkognito als Arbeiter auf der Schwäbischen Alb, in Thüringen und in Westfalen durch und nahm 1947 eine Stelle als Vertreter in Kierspe an. Nach Gründung der Bundesrepublik meldete er sich im September 1949 zur Entnazifizierung und profitierte vom Kalten Krieg und der Schlussstrichmentalität. Dank einer in den Protokollen der Spruchkammer nachvollziehbaren Lügenstrategie und einiger Persilscheine erreichte er es, dass er von der Spruchkammer nur als Mitläufer eingestuft wurde und einer Bestrafung entging. Trotz seiner frühen Parteizugehörigkeit und trotz seines Offiziersrangs in der SS als SS-Sturmbannführer konnte er 1952 in die baden-württembergische Landwirtschaftsverwaltung zurückkehren, unterrichtete als Landwirtschaftsrat an den Landwirtschaftsschulen in Nagold und Calw und ging 1969 in Pension.

## Dissertation
- Über die Genauigkeit und Zuverlässigkeit der quantitativ-botanischen Untersuchung bei Wiesenversuchen. 1931 Sonderdruck aus: Wissenschaftliches Archiv für Landwirtschaft. Berlin : Springer, 1929–1934. Band 8 (1932), S. 650–682. Diss. Jena, 1931